# Anathallis laciniata
Anathallis laciniata är en orkidéart som först beskrevs av João Barbosa Rodrigues, och fick sitt nu gällande namn av Carlyle August Luer och Antonio Luiz Vieira Toscano. Anathallis laciniata ingår i släktet Anathallis och familjen orkidéer. Inga underarter finns listade i Catalogue of Life.